# Klejniki (gmina)
Klejniki  (ros. Кленикская волость, lit. Kleinikų valsčius) – dawna gmina wiejska istniejąca w dwóch odsłonach: w latach 1861–1915 oraz 1952–1954 na Białostocczyźnie. Siedzibą gminy były Klejniki.

## Pierwsza odsłona

### Imperium Rosyjskie
Gmina zbiorowa Klejniki powstała w wyniku reformy struktur administracyjnych państwa rosyjskiego w 1861 roku. Była częścią powiatu bielskiego należącego (od 1843) do guberni grodzieńskiej. W 1890 roku gmina Klejniki obejmowała 31 miejscowości i zamieszkiwało ją 7199 osób.

### I wojna światowa
Podczas I wojny światowej gmina wraz z powiatem bielskim należała do okupowanego przez Niemcy Ober-Ostu (w okręgu Białystok), gdzie znacznie zmieniono granice oraz podział administracyjny powiatu bielskiego. Spośród jego 15 gmin, zachowano 9 i zniesiono 6, ponadto utworzono 10 nowych; zmieniły się też granice gmin. W związku z tym, gmina Klejniki została zniesiona, po czym:
- jej południową część włączono do gminy Łosinka,
- jej północno-zachodnią część włączono do gminy Pasynki,
- jej północno-wschodnią część włączono do nowej gminy Narew.

Podział ten zachowano, kiedy powiat bielski przeszedł w sierpniu 1919 pod administrację polską.

## Druga odsłona
Gminę reaktywowano 1 lipca 1952, w znacznie mniejszej odsłonie, w powiecie bielskim w województwie białostockim, w związku z kolejną wielką restrukturyzacją administracyjną powiatu. W jej skład weszły:
- z części (niezniesionej) gminy Narew – gromady Gorodczyno, Gradoczno, Istok, Janowo, Klejniki, Koźliki, Lachy i Tyniewicze,
- z części zniesionej gminy Bielsk  – gromady Hukowicze i Kożyno.

W dniu powołania gmina składała się zatem z 10 gromad: Gorodczyno, Gradoczno, Hukowicze, Istok, Janowo, Klejniki, Koźliki, Kożyno, Lachy i Tyniewicze.
1 stycznia 1954 od gminy Klejniki odłączono gromadę Kożyno, włączając ją do gminy Pasynki w powiecie bielskim (redukując tym samym liczbę gromad do 9), po czym gmina Klejniki weszła w skład nowo utworzonego powiatu hajnowskiego.
Gminę zniesiono ostatecznie 29 września 1954 roku wraz z reformą wprowadzającą gromady w miejsce gmin:
Jednostki nie przywrócono 1 stycznia 1973 w związku z kolejnym reaktywowaniu gmin.